# Berguelmi
En la mitologia escandinava, Berguelmi o Berguèlmir (en norrè Bergelmir) fou l'únic gegant de gel que junt amb la seva dona va sobreviure al riu de sang d'Imi quan aquest fou assassinat per Odin, Vili i Ve, fugint en un bot fet amb la concavitat d'un arbre.
Bergelmir, satèl·lit de Saturn, va ser anomenat en honor seu.